# Neosaropogon minor
Neosaropogon minor är en tvåvingeart som beskrevs av Hardy 1934. Neosaropogon minor ingår i släktet Neosaropogon och familjen rovflugor. Inga underarter finns listade i Catalogue of Life.